# ديفيد نيومان (ملحن)
ديفيد نيومان (بالإنجليزية: David Newman)‏ (مواليد 11 مارس 1954 في لوس أنجلوس، كاليفورنيا) هو ملحن أمريكي، يؤلف في الغالب موسيقى للأفلام. ديفيد هو ابن ملحن موسيقى الأفلام الأمريكي ألفريد نيومان، وأخ توماس نيومان، وابن عم الملحن راندي نيومان اللذان يعملان أيضا في مجال التلحين. بدأ ديفيد العزف على الكمان باكرًا، ودرس في جامعة جنوب كاليفورنيا وتخرج منها كقائد أوركسترا. رُشّح لجائزة الأوسكار عن فيلم أناستاسيا.

## حياته و عمله
ولد ديفيد في لوس أنجلوس، كاليفورنيا، لوالدته لمارثا لويز ابنة ولاية مسيسبي، وملحن هوليوود ألفريد نيومان. رٌوّح ديفيد لجائزة الأوسكار عن فيلم أناستازيا. انتخب ديفيد نيومان رئيسًا لجمعية موسيقيي الأفلام في فبراير 2007. ديفيد متزوج من كريستينا نيومان ولهما ولد.

## روابط خارجية
- ديفيد نيومان على موقع IMDb (الإنجليزية)
- ديفيد نيومان على موقع ألو سيني (الفرنسية)
- ديفيد نيومان على موقع ألو سيني (الفرنسية)
- ديفيد نيومان على موقع ميوزك برينز (الإنجليزية)
- ديفيد نيومان على موقع أول موفي (الإنجليزية)
- ديفيد نيومان على موقع قاعدة بيانات الأفلام السويدية (السويدية)
- ديفيد نيومان على موقع ديسكوغز (الإنجليزية)
- ديفيد نيومان على موقع قاعدة بيانات الفيلم (الإنجليزية)
- ديفيد نيومان على موقع كينوبويسك (الروسية)